# Darapsa myron
Darapsa myron är en fjärilsart som beskrevs av Pieter Cramer 1779. Darapsa myron ingår i släktet Darapsa och familjen svärmare. Inga underarter finns listade i Catalogue of Life.

## Bildgalleri

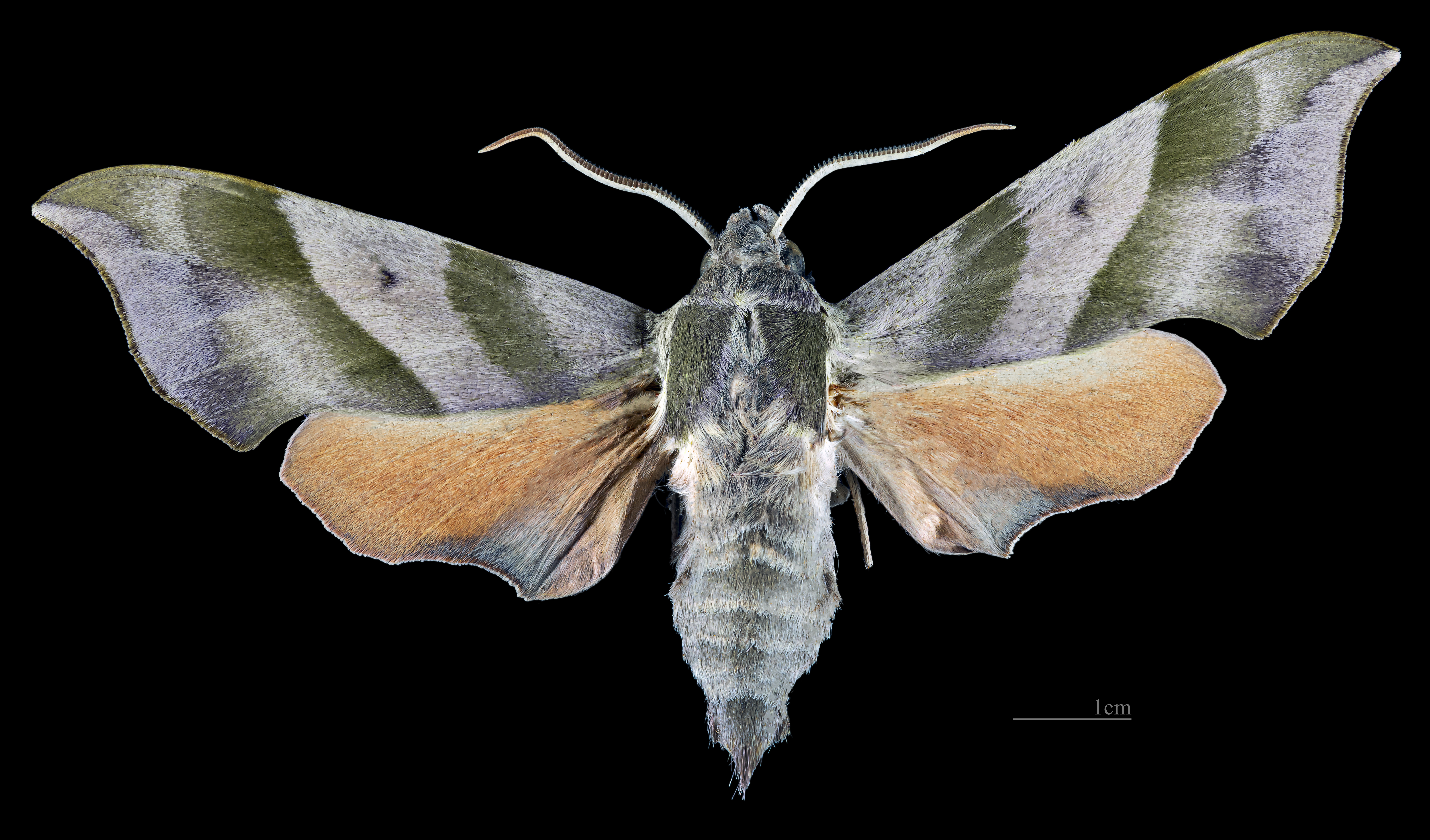
Darapsa myron myron ♂
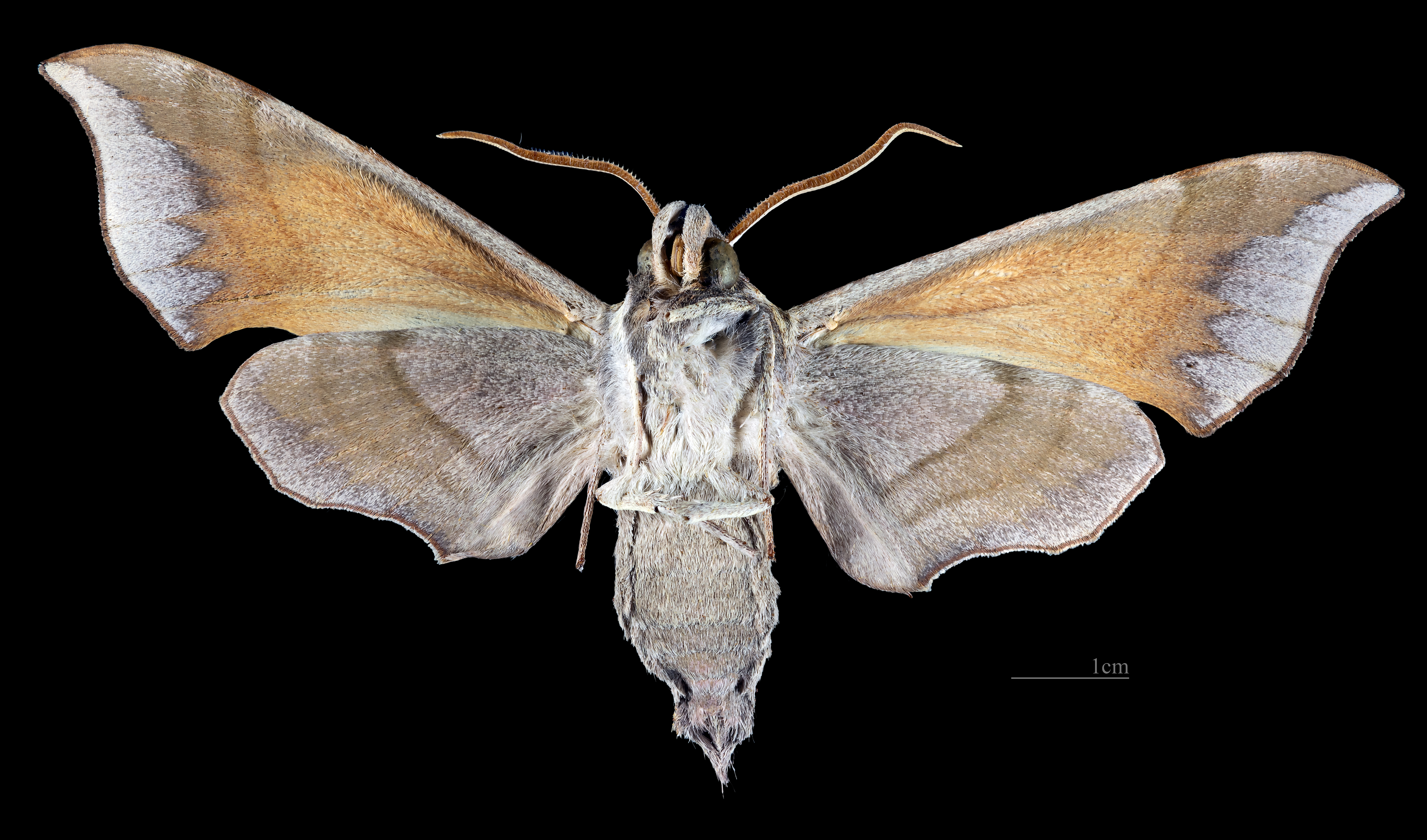
Darapsa myron myron ♂   △